# Сахарські мови

Сахарська сім'я — це невелика сім'я мов, поширених на території східної Сахари: від Дарфура до південної Лівії, північний і центральний Чад, східний Нігер та північно-східна Нігерія. Найбільші мови цієї сім'ї: канурі (4 мільйони носіїв, навкруг озера Чад в Чаді, Нігерії, Нігері і Камеруні, дазага (330,000 носіїв, Чад), тедага (49,000 носіїв, північний Чад), і загава (170,000 носіїв, східний Чад і Дарфур). Вони є частиною гіпотетичної ніло-сахарської макросім'ї мов.

## Внутрішня класифікація
| східні  | берті (AKA сагато; мертва), загава (AKA берія) |
|         | берті (AKA сагато; мертва), загава (AKA берія) |
| західні | \| канурі \| канурі (білма, манга, тумарі, центральна), канембу (тарджумо) \| \| \| канурі (білма, манга, тумарі, центральна), канембу (тарджумо) \| \| тебу \| дазага, тедага \| \| \| дазага, тедага \| |
|         | \| канурі \| канурі (білма, манга, тумарі, центральна), канембу (тарджумо) \| \| \| канурі (білма, манга, тумарі, центральна), канембу (тарджумо) \| \| тебу \| дазага, тедага \| \| \| дазага, тедага \| |
| канурі  | канурі (білма, манга, тумарі, центральна), канембу (тарджумо) |
|         | канурі (білма, манга, тумарі, центральна), канембу (тарджумо) |
| тебу    | дазага, тедага |
|         | дазага, тедага |

| канурі | канурі (білма, манга, тумарі, центральна), канембу (тарджумо) |
|        | канурі (білма, манга, тумарі, центральна), канембу (тарджумо) |
| тебу   | дазага, тедага                                                |
|        | дазага, тедага                                                |